# サニブラウン・アブデル・ハキーム
サニブラウン・アブデル・ハキーム（Abdul Hakim Sani Brown、1999年3月6日 - ）は、日本の陸上競技選手。専門は短距離走。100m、200mでは日本歴代2位、また、2022年オレゴン世界選手権大会で日本人初の決勝進出。

## 来歴
福岡県北九州市生まれ、東京都育ち。ガーナ人の父と日本人の母を両親に持つ。戸籍上の姓は「サニブラウン」、名は「アブデルハキーム」。名付けたのは祖父である。
港区立お台場学園港陽小学校、城西大学附属城西中学校・高等学校卒業。フロリダ大学休学中。2023年5月に東レとグローバルパートナーシップ契約を締結。
父親はサッカーの経験があり、母親は100mと100mHで全国高等学校総合体育大会陸上競技大会に出場した経歴を持っているアスリート一家であった。サニブラウンも子供の頃はサッカーに取り組み、ポジションはフォワードだったが、小学校3年生の時に「団体競技に向いてない」という母親からの薦めで個人競技である陸上競技を始める。なお、弟のサニブラウン・アブデル・ハナンもサッカーをしており、アビスパ福岡の下部組織に所属、2025年からのトップチーム昇格が決定している。
城西大学附属城西中学校・高等学校に進学後、クラブ顧問の山村貴彦（元日本代表・シドニーオリンピック出場）の指導を受けるようになり、その年のインターハイ男子200mで準優勝をし、その約1カ月後の第69回国民体育大会100m（少年B）に10秒45の高1最高記録で優勝。10月に行われた日本ジュニア陸上では100mで10秒47を記録し第3位、200mでは高1歴代最高記録となる21秒09を記録し、並み居る年上の強豪を抑え優勝した。

### 2015年
2015年1月には、東京オリンピック代表選手候補に期待される日本陸上競技連盟の「ダイヤモンドアスリート」に認定された。
同年6月の日本陸上競技選手権大会は3着と同タイム着差ありの100m2位、2着と同タイム着差なしの200m2位であった。
同年7月にコロンビアのサンティアゴ・デ・カリでおこなわれた第9回世界ユース陸上競技選手権大会では、100m10秒28、200m20秒34と共に大会記録で優勝し、2冠を達成した。
また2015年世界陸上競技選手権大会（中華人民共和国北京市）日本代表にも選出され、男子200mでは史上最年少（16歳）で準決勝に進出し、男子4×100mリレーでも予選でサニブラウンを温存して決勝レースでのアンカー起用の構想があったが、日本チームが予選敗退を喫したため、幻に終わった。
同年の国際陸上競技連盟年間表彰『IAAFワールド・アスリート・オブ・ザ・イヤー2015』にて、「ライジングスター賞」（新人賞）を受賞した。

### 2016年
2016年11月10日、2017年の秋期からフロリダ大学に進学し、練習拠点もフロリダ州ゲインズビルに移すことを発表。

### 2017年
2017年6月の第101回日本陸上競技選手権大会男子100mでは、予選・準決勝と10秒06を記録して決勝進出、当時の自己ベストを0秒12縮めた。決勝では突然の雨の中、更に縮めて10秒05のタイムで初優勝を勝ち取った。男子200m決勝でも20秒32の自己ベストで初優勝、末續慎吾以来14年ぶりとなる短距離2冠を達成した。
同年8月の2017年世界陸上競技選手権大会・男子100m予選では、向かい風0.6mで自己ベストタイとなる10秒05を記録、組1着で準決勝に進出した。準決勝ではスタート直後にバランスを崩してしまい、10秒28で敗退した。男子200mでは史上最年少（18歳5か月）で決勝進出、20秒63で7位入賞を果たした。
同年9月からフロリダ大学へ進学。
同年12月に行われた日本陸上競技連盟の年間表彰式「アスレティックス・アワード2017」では、優秀選手賞を受賞した。

### 2019年
2019年3月、NCAA室内陸上競技選手権大会の60m予選で室内日本タイとなる6秒54を記録。決勝では6秒55で3位に入った。
5月11日にアーカンソー州フェイエットビルで開催されたSEC屋外陸上競技選手権大会の100m決勝で日本歴代2位となる9秒99を記録して優勝、日本人として桐生祥秀に次ぐ9秒台ランナーとなった。この記録により、日本人の男子100mでは最初に2020年東京オリンピックの参加標準記録（10秒05）を突破した。
6月6日、テキサス州オースティンで行われたNCAA屋外陸上競技選手権大会の男子100m準決勝で、追い風2.4mの参考記録ながら9秒96を記録。翌日の決勝では、9秒97（追い風0.8m）の（当時）日本新記録を樹立して3位に入った。その45分後に行われた男子200m決勝では、20秒08（追い風0.8m）の日本歴代2位の記録で3位に入った。
生まれ故郷の福岡県で行われた第103回日本陸上競技選手権大会では、100mで大会新記録となる10秒02（向かい風0.3m）、200mで20秒35（向かい風1.3m）を記録して2度目の短距離2冠を達成。2種目で2019年世界陸上競技選手権大会代表に選出された。

### 2020年
7月30日、フロリダ大学を休学し、練習拠点をジャクソンビルのタンブルウィード・トラック・クラブ（Tumbleweed Track Club）に変更し、フロリダ大学進学前にコーチを受けていたレイナ・レイダーの指導を受けることが発表された。

### 2021年
2021年8月の東京オリンピック陸上男子200m予選では21秒41の2組6着となり準決勝に進めなかった。

### 2022年
第106回日本陸上競技選手権大会の準決勝において、100m世界選手権標準記録の10秒05を突破する10秒04を記録。
翌日の決勝ではスタートで飛び出した坂井隆一郎を中盤で逆転し10秒08の好タイムで3年ぶりの優勝を果たした。
2022年7月世界陸上男子100mに出場。大会初日に行われた予選をセカンドベストとなる9秒98（−0.3）の組1着で通過した。翌日の準決勝では、1組3着となりタイムで決勝に進出。これは、日本人として初めての快挙であり、世界大会男子100mで日本選手が決勝に進出するのは1932年ロサンゼルス五輪の吉岡隆徳以来実に90年ぶりのことだった。
決勝では10秒06で7位入賞を果たした。

### 2023年
日本選手権のスタートの際左足のふくらはぎをつり8位だったが、世界ランキングで世界陸上の出場権を得る。
ブダペスト世界陸上では予選を組1着10秒07で通過し、準決勝ではノア・ライルズに続く組2着9秒97で着順通過。
決勝は10秒04で6位入賞を果たした。

### 2024年
5月に行われたダイヤモンドリーグ第６戦で9秒99を記録し、パリオリンピックの参加標準記録を突破し、代表に内定したため日本選手権は出場しなかった。
2024年8月のパリオリンピックでは陸上男子100mに出場し、予選では10秒02の4組2着となり、着順での通過。準決勝は9秒96（追い風0.5m）の自己ベストを更新して4位となるも決勝進出ラインの9秒93まで0秒03差届かず敗退。世界陸連によると9秒台を出した選手が決勝に行けなかったのは史上初。

## 戦績

### 国際大会
| 年   | 大会                 | 場所       | 種目    | 結果   | 記録           | 備考                                                                     |
| ---- | -------------------- | ---------- | ------- | ------ | -------------- | ------------------------------------------------------------------------ |
| 2015 | 世界ユース選手権     | カリ       | 100m    | 優勝   | 10秒28（-0.4） | 大会新記録                                                               |
| 2015 | 世界ユース選手権     | カリ       | 200m    | 優勝   | 20秒34（-0.4） | 大会新記録                                                               |
| 2015 | 第15回世界選手権大会 | 北京       | 200m    | 準決勝 | 20秒47（-0.2） | 2組5着 16歳での準決勝進出は同種目で史上最年少となる。                    |
| 2017 | 第16回世界選手権大会 | ロンドン   | 100m    | 準決勝 | 10秒28（-0.2） | 2組7着 予選の10秒05（-0.6）は世界選手権における日本最高記録、日本歴代6位 |
| 2017 | 第16回世界選手権大会 | ロンドン   | 200m    | 7位    | 20秒63（-0.1） | 18歳5ヶ月での決勝進出は同種目で史上最年少となる。                        |
| 2019 | 第17回世界選手権大会 | ドーハ     | 100m    | 準決勝 | 10秒15（-0.3） | 1組5着                                                                   |
| 2019 | 第17回世界選手権大会 | ドーハ     | 4x100mR | 3位    | 37秒43         | アジア記録                                                               |
| 2022 | 第18回世界選手権大会 | オレゴン   | 100m    | 7位    | 10秒06（-0.1） | 日本人初となる男子100m決勝進出                                           |
| 2023 | 第19回世界選手権大会 | ブダペスト | 100m    | 6位    | 10秒04（±0.0） | 世界選手権における日本勢過去最高順位を更新                               |
| 2024 | オリンピック         | パリ       | 100m    | 準決勝 | 9秒96（+0.5）  | 日本歴代2位                                                              |

### 日本選手権
| 年   | 大会                          | 場所   | 種目 | 結果 | 記録           | 備考                     |
| ---- | ----------------------------- | ------ | ---- | ---- | -------------- | ------------------------ |
| 2015 | 第99回日本陸上競技選手権大会  | 新潟市 | 100m | 2位  | 10秒40（-0.9） |                          |
| 2015 | 第99回日本陸上競技選手権大会  | 新潟市 | 200m | 2位  | 20秒57（+0.8） |                          |
| 2017 | 第101回日本陸上競技選手権大会 | 大阪市 | 100m | 優勝 | 10秒05（+0.6） | 大会記録タイ 日本歴代6位 |
| 2017 | 第101回日本陸上競技選手権大会 | 大阪市 | 200m | 優勝 | 20秒32（+0.3） | 日本歴代8位              |
| 2019 | 第103回日本陸上競技選手権大会 | 福岡市 | 100m | 優勝 | 10秒02（-0.3） | 大会新記録               |
| 2019 | 第103回日本陸上競技選手権大会 | 福岡市 | 200m | 優勝 | 20秒35（-1.3） |                          |

## ベスト記録
記録欄の（　）内の数字は風速（m/s）で、+は追い風、-は向かい風を意味する。
| 種目    | 記録           | 年月日        | 場所         | 備考                                   |
| 屋外    | 屋外           | 屋外          | 屋外         | 屋外                                   |
| ------- | -------------- | ------------- | ------------ | -------------------------------------- |
| 100m    | 9秒96（+0.5）  | 2024年8月4日  | パリ         | 日本歴代2位                            |
| 200m    | 20秒08（+0.8） | 2019年6月7日  | オースティン | 日本歴代2位                            |
| 4×100mR | 37秒43         | 2019年10月5日 | ドーハ       | 4走、アジア記録、日本記録、国別歴代4位 |
| 室内    |                |               |              |                                        |
| 60m     | 6秒54          | 2019年3月9日  | アラバマ州   | 日本歴代3位タイ                        |

### 年次記録
太字は自己ベスト。歴代記録は当時。
|                    | 100m   | 風速      | 備考                                           | 200m   | 風速 | 備考                                    |
| ------------------ | ------ | --------- | ---------------------------------------------- | ------ | ---- | --------------------------------------- |
| 2012年 （中学2年） | 11秒65 | +0.6      |                                                | 24秒00 | 不明 |                                         |
| 2013年 （中学3年） | 10秒83 | -0.3      |                                                | 21秒85 | +0.9 |                                         |
| 2014年 （高校1年） | 10秒45 | 0.0       | 高校1年歴代2位                                 | 21秒09 | +1.4 | 高校1年歴代1位                          |
| 2015年 （高校2年） | 10秒28 | -0.4      | 高校歴代5位タイ                                | 20秒34 | -0.4 | 日本歴代8位 U18世界歴代2位 日本高校記録 |
| 2016年 （高校3年） | 10秒22 | +1.0      | U18世界歴代4位 U18日本歴代2位 高校歴代2位      | 20秒54 | +1.0 | 高校3年歴代2位                          |
| 2017年             | 10秒05 | +0.6 -0.6 | 日本歴代6位 U20世界歴代10位タイ U20日本歴代2位 | 20秒32 | +0.3 | 日本歴代8位 U20日本歴代2位              |
| 2018年 （大学1年） | 10秒46 | +1.4      |                                                | 20秒64 | +1.4 |                                         |
| 2019年 （大学2年） | 9秒97  | +0.8      | 日本歴代3位                                    | 20秒08 | +0.8 | 日本歴代2位                             |
| 2020年             |        |           |                                                |        |      |                                         |
| 2021年             | 10秒29 | +0.5      |                                                | 21秒41 | +0.9 |                                         |
| 2022年             | 9秒98  | -0.3      |                                                |        |      |                                         |
| 2023年             | 9秒97  | +0.3      |                                                |        |      |                                         |
| 2024年             | 9秒96  | +0.5      | 日本歴代2位                                    |        |      |                                         |